# Saint-Cyr-sur-Mer
Saint-Cyr-sur-Mer är en kommun i departementet Var i regionen Provence-Alpes-Côte d'Azur i sydöstra Frankrike. Kommunen ligger i kantonen Le Beausset som tillhör arrondissementet Toulon. År 2022 hade Saint-Cyr-sur-Mer 11 668 invånare.

## Befolkningsutveckling
Antalet invånare i kommunen Saint-Cyr-sur-Mer
| Referens: INSEE |